# Лукас Радебе
Лу́кас Вале́ріу Раде́бе (англ. Lucas Valeriu Radebe; нар. 12 квітня 1969, Діпклоф, Південно-Африканська Республіка) — колишній південно-африканський футболіст, захисник. Захищав кольори національної збірної ПАР, у складі якої брав участь у Чемпіонат світу 1998 та 2002 рр. Відоміший своїми виступами за клуб англійської Прем'єр-ліги «Лідс Юнайтед».

## Кар'єра
Майбутній футболіст народився у бідному районі Діпклоф, що знаходиться невеличкому поселенні Совето на південно-західній околиці Йоганнесбургу в багатодітній сім'ї. Коли Лукасу виповнилось 15 років, батьки відіслали його до Бопутатсвану, щоб врятувати юнака від жорстокості, що панувала в Совето під час ери апартеїду. І там у свій вільний час він почав грати у футбол на позиції голкіпера.

## Клубна кар'єра
[[Файл:‎‎|thumb|left|300 px|Капітан «Лідса» Лукас Радебе (зліва) в боротьбі за м'яч з форвардом «Чарльтона» Карлтоном Коулом під час матчу Прем'єр-ліги сезону 2003-04. 1 грудня 2003 р.]]
Молодого Радебе одразу запримітили скаути з клубу «Кайзер Чифс» та запропонували йому перший професійний контракт. Тепер Лукас мав покинути рамку воріт та перейти у півзахист. У 1991 році під час прогулянки, якийсь невідомий зробив замах на життя Радебе, на щастя футболіст не постраждав. Мотив такого вчинку так і залишився не відомим, однак футболіст стверджував, що був навмисний замах, як попередження того, якщо Радебе захоче перейти в іншу команду.
Дещо засмучений цим епізодом, Радебе разом зі своїм партнером по збірній Філемоном "Чіппа" Масінґа перейшов до клубу англійської Прем'єр-ліги «Лідс Юнайтед» в 1994 р. Півзахисник обійшовся The Whites в 250 тисяч фунтів.
Радебе став зіркою у своїй новій команді та отримав від фанів прізвисько Шеф, певною мірою через назву його попереднього клубу «Кайзер Чифс» та якості лідера в обороні. Саме за ці якості лідера Радебе був призначений капітаном клубу у сезоні 1998-99.
Сезон яко капітан «Лідса» для Радебе склався досить вдало: «Лідс» фінішував 4-им в Прем'єр-лізі та здобув право змагатись в Кубоку УЄФА. А вже в наступному сезоні 1999—1900 «Лідс» посів третю сходинку в чемпіонаті та здобу путівку до Ліга чемпіонів, де пройшов до ½ фіналу. Проте по закінченню сезону Радебе зазнав серйозних травм коліна та гомілки та був змушений провести майже два роки поза грою.

## Національна збірна ПАР
Лукас Радебе захищав кольори національної збірної ПАР з 1992—2003 рр. Свою дебютну гру провів у першому в історії матчі збірної, у товариській зустрічі проти команди Камеруну, яка проходила в Дурбані 7 липня 1992 р. Лукас вийшов у стартовому складі, відігравши усі 90 хвилин, а Bafana Bafana здобула сенсаційну перемогу з рахунком 1—0 над командою, в складі якої грав легендарний нападник Роже Мілла. Переможний гол у зустрічі забив, автор першого м'яча збірної, Теофілус "Доктор" Кумало, вдало реалізувавши пенальті. Загалом за збірну провів 70 поєдинків, в яких відзначився 2 рази.

### Чемпіонат Африки 1996
Збірна Південної Африки не змогла пробитись на попередню континентальну першість, а вже через два роки кваліфікувалась на свій перший в історії Кубок африканських націй як команда-господар турніру, який для Лукаса Радебе став першим головним змаганням у кар'єрі. У матчі відкриття в Йоганнесбурзі 13 січня 1996 р. господарі приймали одного з фаворитів турніру - збірну команди Камеруну. Лукас провів увесь матч на лаві запасних, а його команда перемогла Неприборканих Левів з розгромним рахунком 3—0 ( голами відзначились одноклубник Радебе по «Лідс Юнайтед» Філ Масінґа, Марк Вільямс та Джон Мошоу). 
У наступному турі, завдяки голу нападника англійського «Вулверхемптона» Марка Вільямса, підопічні Кліва Баркера взяли верх над збірною Анголи з рахунком 1-0, а Радебе дебютував на КАН замінивши Теофілуса "Доктора" Кумало на 76 хвилині. На останню гру групового етапу проти команди Тунісу, Лукас вийшов вже з перших хвилин та був замінений на Зейна Мооса лише на 75 хвилині. Незважаючи на поразку з мінімальним рахунком 0—1 від Карфагенських орлів , збірна ПАР вийшла з першого місця в плей-офф, обійшовши Туніс за кількістю забитих та пропощених м'ячів.
У чвертьфіналі проти збірної Алжиру Хлопцям все-таки вдалося вирвати перемогу на останніх хвилинах зустрічі з рахунком 2-1, завдяки голам 22-річного захисника «Орландо Пайретс» Марка Фіша та Джона Мошоу. А Радебе провів на полі увесь матч, надійно граючи з партнерами по обороні. В 1/2 фіналу на шляху південно-африканців стала потужна збірна Гани, головним диригентом атак якої був їх лідер, нападник «Лідс Юнайтед» та одноклубник Радебе, Тоні Єбоа. Проте і Чорним зіркам теж було не посилам зупинити ходу, яку набрали Радебе та партнери. Лукас знов вийшов у стартовому складі та провів усі 90 хвилин, а гол Шона Бартлетта та дубль від півзахисника ізмірського Коджаеліспора Мошоу (для якого це стали 3-ій та 4-ий м'ячі на турнірі) допомогли впевненно перемогти з рахунком 3—0 та вивести господарів змагань до фіналу Кубка африканських націй.
У фіналі КАН зійшлися команди ПАР та Тунісу, який відбувся 3 лютого 1996 року в Йоганнесбурзі. Бафана бафана прагнули взяти реванш за поразку на груповому етапі. Баркер знов ставить Радебе в основі в парі з Фішом і цей матч Лукас відіграв повністю. Південно-африканцям все-таки вдалося перемогти Орлів Карфагена завдяки голам Вільямса, який вийшовши на заміну замість Масінґа, зумів за дві хвилини двічі засмутити голкіпера туніської збірної Шокрі Ель-Уаера. Таким чином Африка отримала нового чемпіона континенту, а Радебе, за чотири роки виступів за збірну, здодув свій перший головний титул в футболці національної команди.

## Прощання з футболом
Наприкінці сезону 2004-2005, Радебе вирішив зав'язати з футболом та на честь цієї події провести свій прощальний матч на «Елланд Роуд», в якому повинні узяти участь колишні та сучасні гравці «Лідса». Матч відбувся 2 травня 2005 на очах 37,886 вболівальників. Зустрілися команди легенди «Лідса» та «збірна Світу», яка і перемогла з рахунком 3-7. Велика кількість відомих футболістів приїхала вшанувати та подякувати Радебе за старання і відданість футболу. Серед гостей були: Брюс Гроббелар, Ґуннар Халле, Олівьє Дакур, Тоні Єбоа, Гарі Спід, Філ Масінґа, Гарі МакАллістер, Маріо Мельхіот, Найджел Мартін та інші.

## Особисте життя
Його дружина Фезіве померла від раку у жовтні 2008 р.
У грудні 2008, у Радебе з'явилися проблеми з серцем після занять в тренажерній залі.

## Досягнення
- Переможець Кубка африканських націй: 1996
- Срібний призер Кубка африканських націй: 1998
- Бронзовий призер Кубка африканських націй: 2000

## Статистика
Дані станом на 26 березня 2009 р.
| Сезон   | Клуб           | Країна | Ліга         | Матчі | Хвилини | Голи | Передачі |   |   |
| ------- | -------------- | ------ | ------------ | ----- | ------- | ---- | -------- | - | - |
| 1988–89 | «Кайзер Чифс»  | ПАР    | НФЛ          | 33    | -       | 2    | -        | - | - |
| 1989–90 | «Кайзер Чифс»  | ПАР    | НФЛ          | 42    | -       | 1    | -        | - | - |
| 1990–91 | «Кайзер Чифс»  | ПАР    | НФЛ          | 38    | -       | 2    | -        | - | - |
| 1991–92 | «Кайзер Чифс»  | ПАР    | НФЛ          | 0     | -       | 0    | -        | - | - |
| 1992–93 | «Кайзер Чифс»  | ПАР    | НФЛ          | 0     | -       | 0    | -        | - | - |
| 1993–94 | «Кайзер Чифс»  | ПАР    | НФЛ          | 0     | -       | 0    | -        | - | - |
| 1994–95 | «Лідс Юнайтед» | Англія | Прем'єр-ліга | 12    | -       | 0    | -        | - | - |
| 1995–96 | «Лідс Юнайтед» | Англія | Прем'єр-ліга | 13    | -       | 0    | -        | - | - |
| 1996–97 | «Лідс Юнайтед» | Англія | Прем'єр-ліга | 32    | -       | 0    | -        | - | - |
| 1997–98 | «Лідс Юнайтед» | Англія | Прем'єр-ліга | 27    | -       | 0    | -        | - | - |
| 1998–99 | «Лідс Юнайтед» | Англія | Прем'єр-ліга | 29    | -       | 0    | -        | - | - |
| 1999–00 | «Лідс Юнайтед» | Англія | Прем'єр-ліга | 31    | -       | 0    | -        | - | - |
| 2000–01 | «Лідс Юнайтед» | Англія | Прем'єр-ліга | 20    | -       | 0    | -        | - | - |
| 2001–02 | «Лідс Юнайтед» | Англія | Прем'єр-ліга | 0     | -       | 0    | -        | - | - |
| 2002–03 | «Лідс Юнайтед» | Англія | Прем'єр-ліга | 19    | -       | 0    | -        | - | - |
| 2003–04 | «Лідс Юнайтед» | Англія | Прем'єр-ліга | 14    | -       | 0    | -        | - | - |
| 2004–05 | «Лідс Юнайтед» | Англія | Прем'єр-ліга | 3     | -       | 0    | -        | - | - |